# Ebriida
Ebriida es un grupo de protistas flagelados fagotrofos presentes en las comunidades costeras planctónicas en todo el mundo, usualmente en bajas densidades. Presentan dos flagelos insertados subapicalmente y un peculiar método de movimiento que da el nombre al grupo (ebrio, "bebido"). Los miembros de Ebriida tienen una peculiar combinación de características ultraestructurales, incluyendo un gran núcleo con cromosomas permanentemente condensados y un esqueleto interno compuesto de varillas silíceas.
Ebria tripartita es una de las dos (posiblemente cuatro) especies descritas de Ebriida. La historia taxonómica del grupo ha sido accidentada pues ha sido incluido en una gran variedad de grupos, tales como Silicoflagellata, Dinoflagellata, Radiolaria y Neomonada. Estudios moleculares recientes los sitúan en Cercozoa.